# Liste der Kulturdenkmäler in Sulzbach (Rhein-Lahn-Kreis)
In der Liste der Kulturdenkmäler in Sulzbach sind alle Kulturdenkmäler der rheinland-pfälzischen Ortsgemeinde Sulzbach aufgeführt. Grundlage ist die Denkmalliste des Landes Rheinland-Pfalz (Stand: 8. Dezember 2023).

## Einzeldenkmäler
| Bezeichnung | Lage                | Baujahr                              | Beschreibung                                                  | Bild |
| ----------- | ------------------- | ------------------------------------ | ------------------------------------------------------------- | ---- |
| Wohnhaus    | Hauptstraße 6a Lage | 17. oder 18. Jahrhundert             | Fachwerkhaus, verputzt, wohl aus dem 17. oder 18. Jahrhundert | BW   |
| Rathaus     | Hauptstraße 13 Lage | drittes Viertel des 19. Jahrhunderts | dreiachsiger Putzbau, drittes Viertel des 19. Jahrhunderts    | BW   |